# Yelena Bekman-Shcherbina
Yelena Bekman-Shcherbina (nombre real Kámentseva). (31 diciembre de 1881, Moscú - 30 de septiembre de 1951, ibíd) fue una pianista rusa y soviética.

## Biografía
La madre de la futura pianista murió unos días después de dar a luz y ella fue criada por la hermana de su madre y su esposo, Elizaveta Aleksándrovna y Yevgueni Nikoláievich Shcherbin. Oficialmente no fue adoptada, pero más tarde, en agradecimiento a sus padres adoptivos, tomó su apellido, al que después agregó el apellido de su esposo, Beckman.
Desde los seis años estudió con Valentina Zograf y desde los siete años con Nikolái Zvérev, después estudió en el Conservatorio de Moscú con Pável Pabst, y después de su muerte con el gran maestro Vasili Safónov. Se graduó en 1899, con medalla de oro, preparando todo el Clave bien temperado para el examen final. Comenzó a dar clases de estudiante, por sugerencia de Safonov, enseñando al joven Julius Iserlis.

En 1900. hizo su debut en un concierto de la Sociedad Musical Rusa, actuando en trío con Iván Grzhimali y Alfred von Glen. El primer gran éxito en concierto de Beckman-Shcherbina estuvo asociado a la interpretación de obras de Jean Sibelius en un concierto del ciclo "Exposiciones musicales" de M. A. Deisha-Sionítskaya (1907), luego sus interpretaciones atrajeron la atención de la comunidad musical en el ciclo de Konstantín Sarádzhev "Noches de Música Moderna" (1909), donde por primera vez en Rusia interpretó piezas para piano de Claude Debussy y Maurice Ravel. En la primera mitad de la década de 1910 una cooperación intensiva conectó a Beckman-Shcherbina con Aleksandr Skriabin, cuyas obras buscó tocar en la misma interpretación del autor y de acuerdo con las instrucciones del autor, según indican las memorias de la pianista,
"Acepté con gran gratitud y alegría cada instrucción por más pequeña que fuera de Alexander Nikolaevich, logrando la máxima precisión de los métodos de pulsación y los rasgos característicos de su interpretación. Parece que nunca en mi vida he trabajado con tanta ilusión como durante mis visitas a SKriabin…" 
Desde 1908 enseñó en la Escuela de Música Gnesin. En el periodo 1912 - 1918 dirigió su propia escuela de piano en Moscú y finalmente regresó a la Escuela de Música Gnesin, durante dos décadas y media. Entre 1921 y 1930 impartió un seminario sobre música francesa contemporánea en el Conservatorio de Moscú.
Participó en muchos conciertos benéficos, en particular, en conciertos para los pobres y estudiantes dentro en la Academia Petrovski, organizados con la participación de su esposo. En la era postrevolucionaria, realizó numerosas giras por toda la Unión Soviética y desde 1924 actuó constantemente en la radio, interpretando un total de unas 700 obras para los radioyentes. El repertorio de Beckman-Shcherbina abarcó desde compositores barrocos hasta los jóvenes músicos contemporáneos; entre sus compañeros en actuaciones en conjunto estaban, en particular, el violinista Borís Sibor, los violonchelistas Grigori Pyatigorski, Semión Kozolúpov, Rudolf Erlich y el clarinetista Serguéi Rózanov.
En el periodo 1921 - 1930, fue profesora asociada en el Conservatorio de Moscú y  luego enseñó en el Instituto Pedagógico Musical por Correspondencia, desde 1940.
En el periodo de guerra 1942-1943, siendo evacuada a Kazán, preparó (junto con la musicóloga Valentina Konen) e interpretó un ciclo a gran escala de conciertos de la historia del arte pianístico.
En el periodo 1947 y 1949, se volvieron a publicar canciones y piezas para piano para niños compuestas por Beckman-Shcherbina a mediados del siglo XX, en parte, junto con su esposo Leonid Beckman, incluida la famosa "Nació un árbol de Navidad en el bosque".
El 26 de noviembre de 1950, actuó en la Sala de Columnas en un concierto de despedida con motivo del 50 aniversario de su actividad concertística.
Fue nombrada Artista de Honor de la RSFSR (1937) y Caballera de la Orden de la Bandera Roja del Trabajo (14/02/1945).
Su bisnieta es la compositora Yelena Anatólievna Sokolóvskaya.
Fue enterrada en el cementerio Donskoy (parcela n.º 3), junto a su esposo.

## Estilo
Según el musicólogo Aleksandr D. Alekséiev, “su naturaleza artística le impide querer lucirse, exhibir su técnica en lugar del arte. Su interpretación es clara, natural, apuntando a abrazar la forma […]. Es especialmente brillante en piezas de carácter ligero y lírico, compuestas en tonos transparentes y de acuarela.”